# Bahnradsport-Europameisterschaften der Junioren/U23 2021

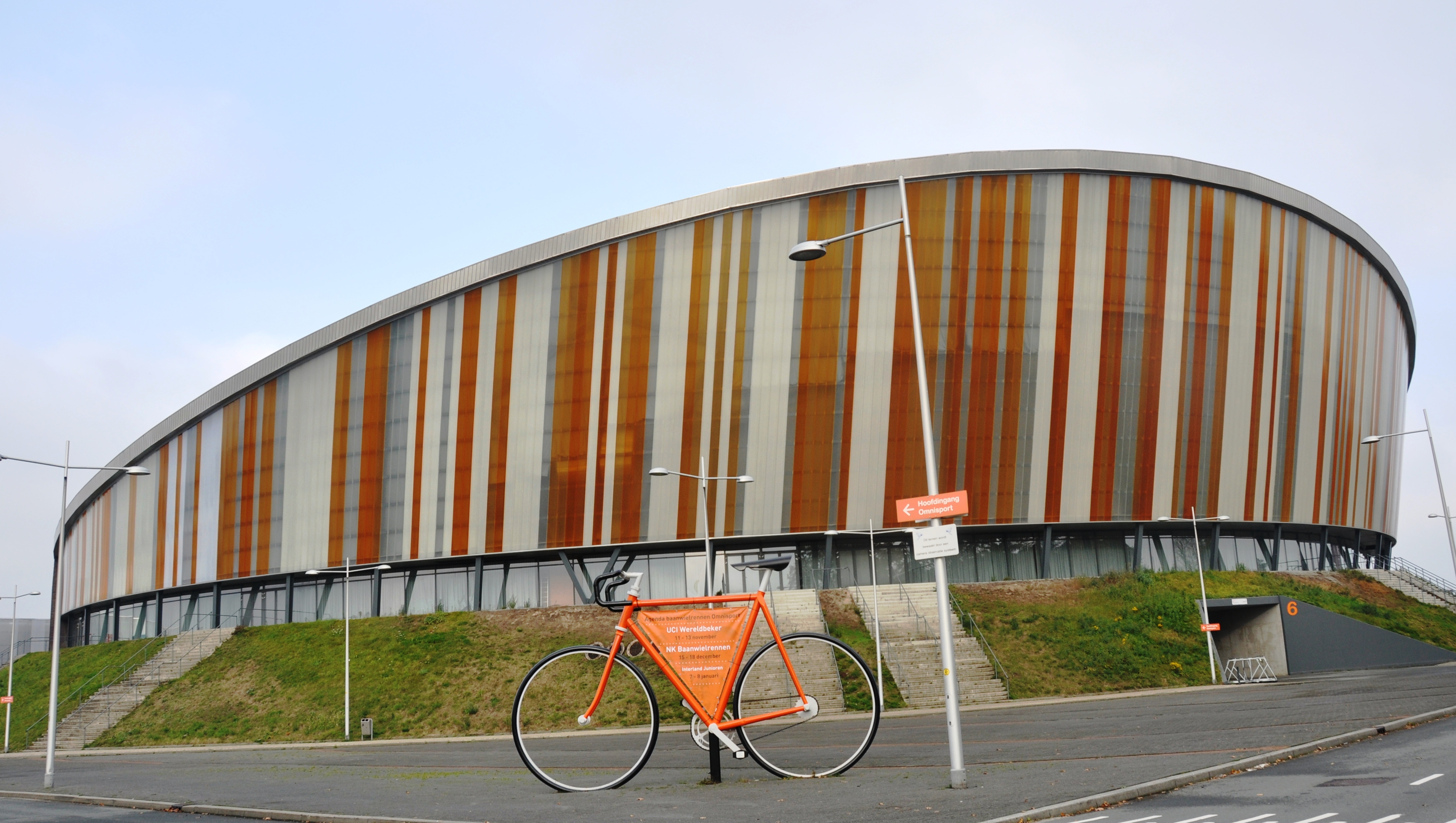
Das Omnisport in Apeldoorn

Die Bahnradsport-Europameisterschaften der Junioren/U23 2021 (2021 UEC Track Juniors & U23 European Championships) fanden vom 16. bis 22. August 2021 im Omnisport Apeldoorn in den Niederlanden statt.
Das Omnisport in Apeldoorn war schon Schauplatz zahlreicher Radsport-Großevents gewesen, wie etwa der Bahn-Weltmeisterschaften 2011 und Bahnradsport-Weltmeisterschaften 2018, der Elite-EM 2011, 2013 und 2019, des Starts des Giro d’Italia 2016 sowie der Paracycling-Bahnweltmeisterschaften 2015 und 2019.
Insgesamt gingen 399 Fahrerinnen und Fahrer aus 27 Nationen an den Start. Die Wettbewerbe wurden vor eingeschränkter Zuschauerzahl ausgetragen, und in der Halle galt Maskenpflicht. Die Teilnehmerinnen und Teilnehmer wurden während der Wettbewerbe zwei Mal auf COVID-19 getestet, und täglich wurde Fieber gemessen.
Die russische Mannschaft dominierte diese Europameisterschaften: Sie gewann insgesamt 29 Medaillen, darunter 16 goldene, acht silberne und acht bronzene, vor der britischen Mannschaft (10, 9 und 8) und der italienischen (7, 3 und 4). Erfolgreichste Fahrer waren die Italienerin Silvia Zanardi mit drei Mal Gold in Ausdauerdisziplinen der U23 und Chiara Consonni mit ebenfalls drei Mal Gold, die Russin Alina Lyssenko gewann die vier möglichen Medaillen in den Sprint-Disziplinen. Die britische Juniorin Millie Couzens errang drei Titel ebenso wie ihre Landsfrau Zoe Bäckstedt.
Während der Europameisterschaften wurden zwei Weltrekorde aufgestellt: Der britische Juniorinnen-Vierer mit Grace Lister, Madelaine Leech, Millie Couzens und Zoe Bäckstedt verbesserten den bisherigen Rekord auf 4:21,417 Minuten, und Bäckstedt in der Qualifikation der Einerverfolgung auf 2:17,494 Minuten.

## Zeitplan (Finalrennen)

### U23
| Datum                  | Disziplinen Männer                           | Disziplinen Frauen                   |
| ---------------------- | -------------------------------------------- | ------------------------------------ |
| Dienstag, 17. August   | Einerverfolgung, Ausscheidungsfahren         | Einerverfolgung, Ausscheidungsfahren |
| Mittwoch, 18. August   | Scratch, Teamsprint                          | Scratch, Teamsprint                  |
| Donnerstag, 19. August | 1000-Meter-Zeitfahren, Mannschaftsverfolgung | Mannschaftsverfolgung                |
| Freitag, 20. August    | Punktefahren                                 | Punktefahren, Sprint                 |
| Samstag, 21. August    | Sprint, Omnium                               | Omnium, 500-Meter-Zeitfahren         |
| Sonntag, 22. August    | Keirin, Zweier-Mannschaftsfahren             | Keirin, Zweier-Mannschaftsfahren     |

### Junioren/Juniorinnen
| Datum                  | Disziplinen Junioren                       | Disziplinen Juniorinnen                    |
| ---------------------- | ------------------------------------------ | ------------------------------------------ |
| Dienstag, 17. August   | Scratch                                    | Teamsprint, Scratch                        |
| Mittwoch, 18. August   | Mannschaftsverfolgung, Ausscheidungsfahren | Mannschaftsverfolgung, Ausscheidungsfahren |
| Donnerstag, 19. August | Einerverfolgung, 1000-Meter-Zeitfahren     | Einerverfolgung, Sprint                    |
| Freitag, 20. August    | Sprint, Omnium                             | 500-Meter-Zeitfahren, Omnium               |
| Samstag, 21. August    | Keirin, Punktefahren                       | Keirin, Punktefahren                       |
| Sonntag, 22. August    | Zweier-Mannschaftsfahren                   | Zweier-Mannschaftsfahren                   |

## Resultate U23

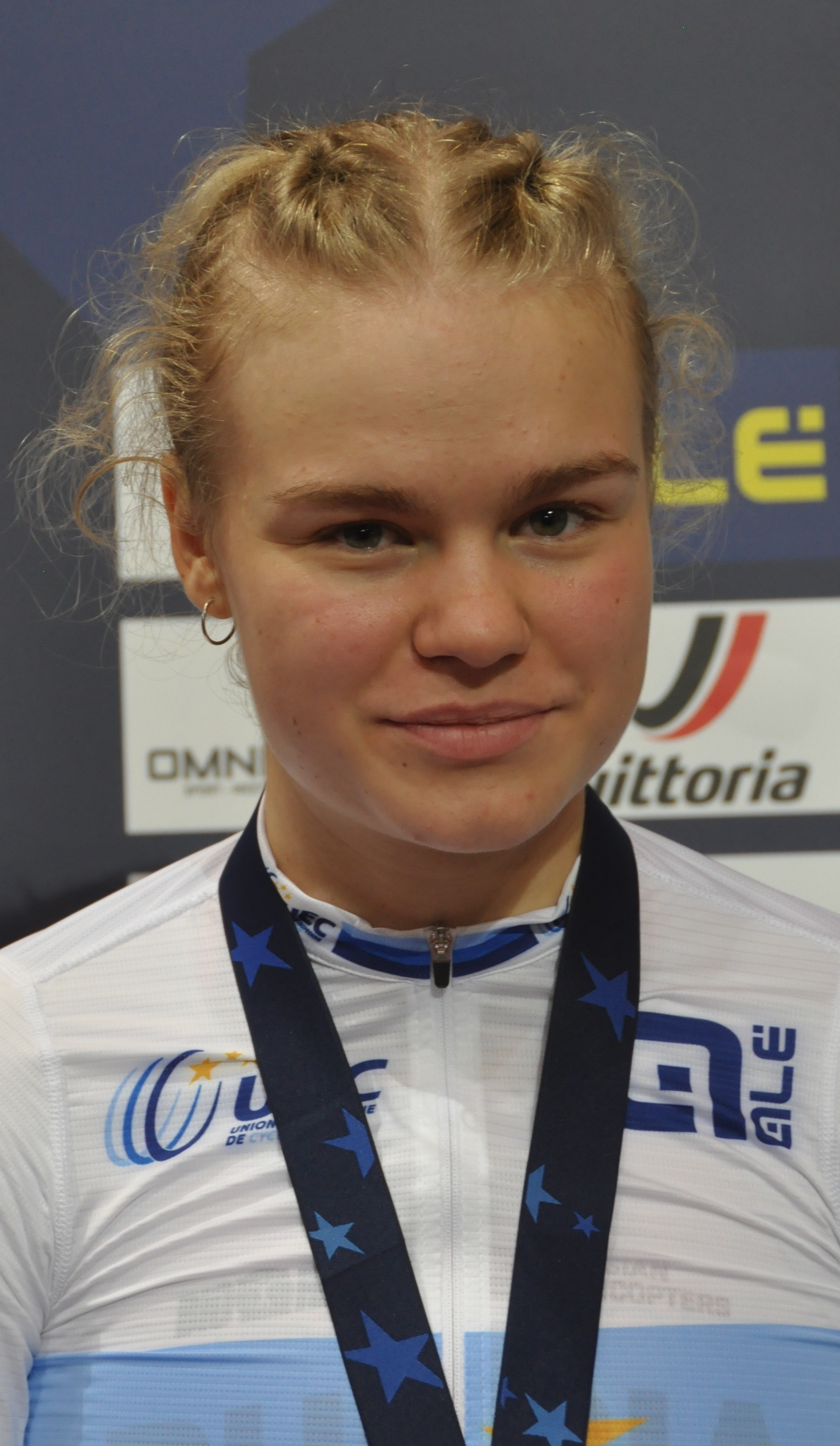
Die russische Juniorin Alina Lyssenko siegte in vier Sprintdisziplinen

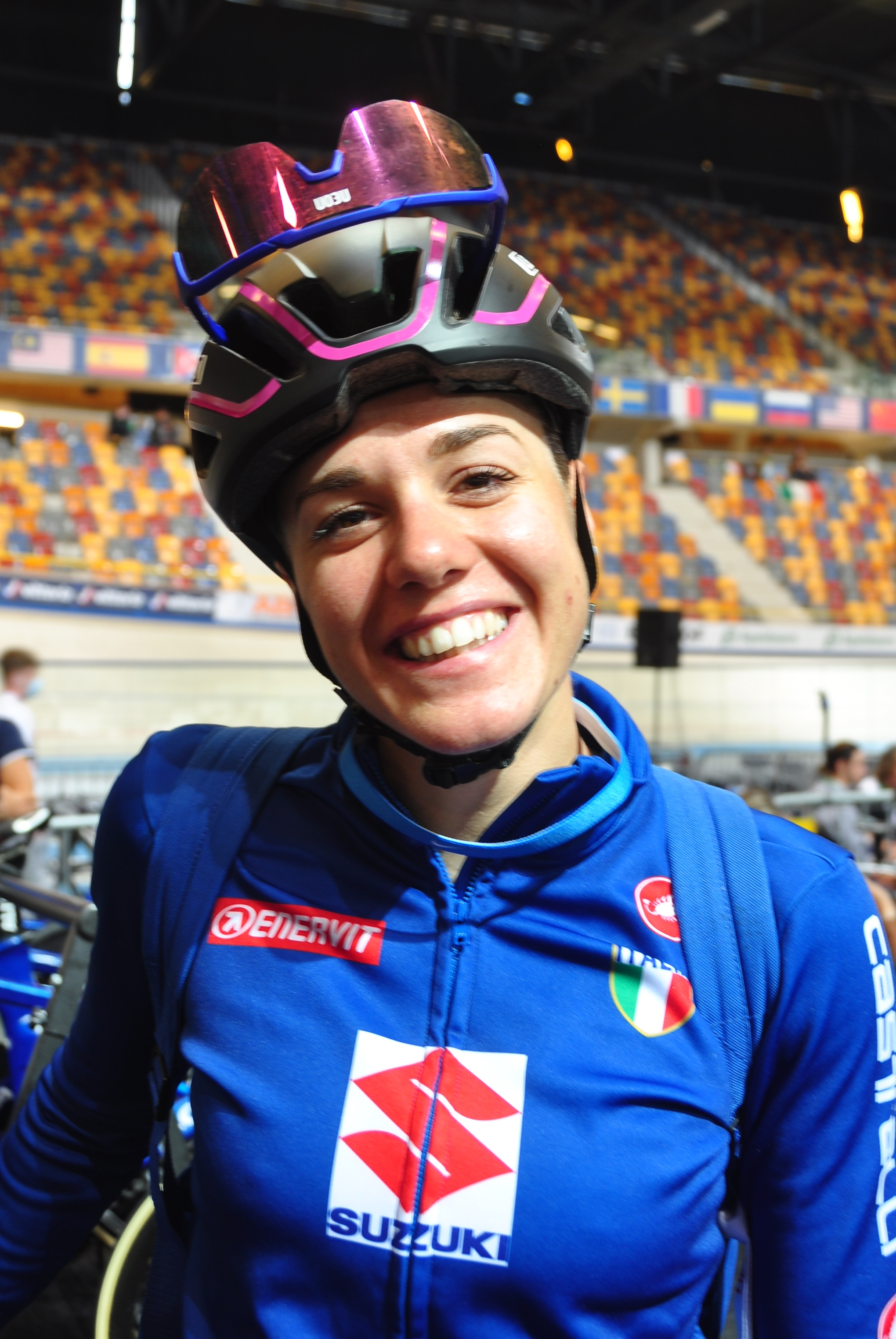
Die Italienerin Silvia Zanardi gewann drei U23-Titel

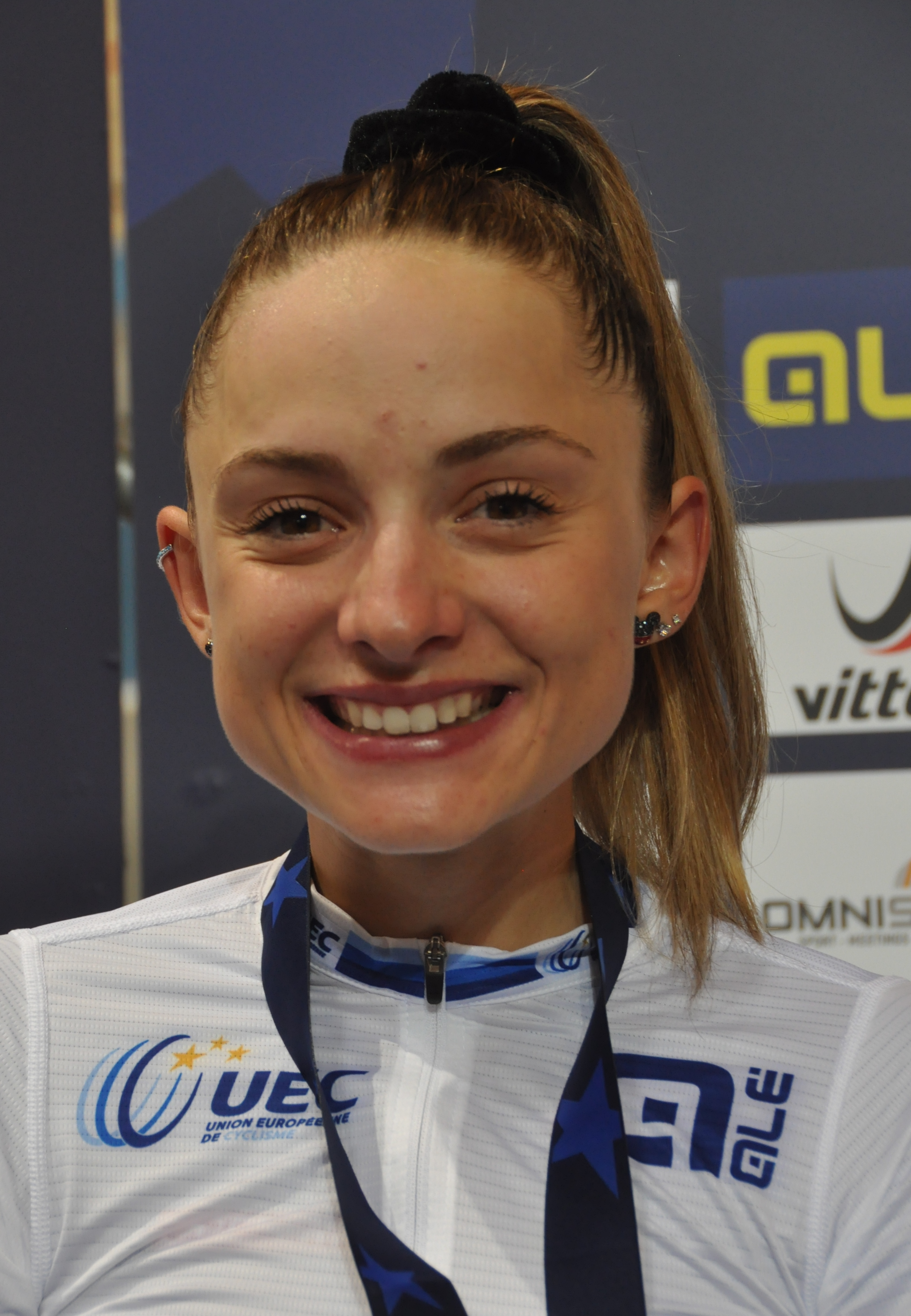
Auch Zanardis Landsfrau Chiara Consonni war dreifach erfolgreich

- Legende: „G“ = Zeit aus dem Finale um Gold; „B“ = Zeit aus dem Finale um Bronze
- Fahrerinnen und Fahrer, deren Name kursiv geschrieben sind, bestritten bei Mannschaftswettbewerben lediglich die Qualifikation oder die erste Runde.

### Sprint
| Platz | Sportler         | Land | Zeit (s) |
| ----- | ---------------- | ---- | -------- |
|       | Michail Jakowlew | RUS  |          |
|       | Tom Derache      | FRA  |          |
|       | Anton Höhne      | GER  |          |

| Platz | Sportlerin               | Land | Zeit (s) |
| ----- | ------------------------ | ---- | -------- |
|       | Jana Tyschtschenko       | RUS  |          |
|       | Xenia Andrejewa          | RUS  |          |
|       | Alessa-Catriona Pröpster | GER  |          |

### Keirin
| Platz | Sportler         | Land |
| ----- | ---------------- | ---- |
|       | Michail Jakowlew | RUS  |
|       | Daniel Rochna    | POL  |
|       | Tom Derache      | FRA  |

| Platz | Sportlerin               | Land |
| ----- | ------------------------ | ---- |
|       | Xenia Andrejewa          | RUS  |
|       | Jana Tyschtschenko       | RUS  |
|       | Alessa-Catriona Pröpster | GER  |

### Teamsprint
| Platz | Sportler                                                      | Land | Zeit (s) |
| ----- | ------------------------------------------------------------- | ---- | -------- |
|       | Alistair Fielding Hamish Turnbull James Bunting Hayden Norris | GBR  | 43,962 G |
|       | Paul Schippert Julien Jäger Anton Höhne                       | GER  | 44,522 G |
|       | Daniil Komkow Dmitri Nesterow Pawel Rostow                    | RUS  | 44,256 B |

| Platz | Sportlerin                                            | Land | Zeit (s) |
| ----- | ----------------------------------------------------- | ---- | -------- |
|       | Xenia Andrejewa Serafima Grischina Jana Tyschtschenko | RUS  | 48,313 G |
|       | Lauren Bell Blaine Ridge-Davis Emma Finucane          | GBR  | 48,590 G |
|       | Nikola Seremak Nikola Sibiak Paulina Petri            | POL  | 49,251 B |

### Zeitfahren
| Platz | Sportler      | Land | Zeit (min) |
| ----- | ------------- | ---- | ---------- |
|       | Daan Kool     | NED  | 1:01,569   |
|       | Hayden Norris | GBR  | 1:01,714   |
|       | Anton Höhne   | GER  | 1:01,811   |

| Platz | Sportlerin               | Land | Zeit (s) |
| ----- | ------------------------ | ---- | -------- |
|       | Jana Tyschtschenko       | RUS  | 33,890   |
|       | Steffie van der Peet     | NED  | 34,271   |
|       | Alessa-Catriona Pröpster | GER  | 34,580   |

### Einerverfolgung
| Platz | Sportler            | Land | Zeit (min) |
| ----- | ------------------- | ---- | ---------- |
|       | Tobias Buck-Gramcko | GER  | 4:19,318 G |
|       | Nicolas Heinrich    | GER  | 4:27,078 G |
|       | Manlio Moro         | ITA  | 4:18,945 B |

| Platz | Sportlerin     | Land | Zeit (min) |
| ----- | -------------- | ---- | ---------- |
|       | Silvia Zanardi | ITA  | 3:33,359 G |
|       | Lara Gillespie | IRL  | 3:36,804 G |
|       | Abi Smith      | GBR  | 3:37,490 B |

### Mannschaftsverfolgung
| Platz | Sportler                                                            | Land | Zeit (min) |
| ----- | ------------------------------------------------------------------- | ---- | ---------- |
|       | Jegor Igoschew Ilja Schtschegolkow Iwan Nowolodski Wlas Schitschkin | RUS  | 3:54,603 G |
|       | Alfred George Max Rushby Rhys Britton William Tidball               | GBR  | 4:00,534 G |
|       | Davide Boscaro Gidas Umbri Tommaso Nencini Manlio Moro              | ITA  |            |

| Platz | Sportlerin                                                           | Land | Zeit (min) |
| ----- | -------------------------------------------------------------------- | ---- | ---------- |
|       | Chiara Consonni Martina Fidanza Silvia Zanardi Eleonora Gasparrini   | ITA  |            |
|       | Abi Smith Ella Barnwell Eluned King Sophie Lewis                     | GBR  | eingeholt  |
|       | Amber van der Hulst Lonneke Uneken Marit Raaijmakers Mylène de Zoete | NED  | 4:30,284 B |

### Ausscheidungsfahren
| Platz | Sportler            | Land |
| ----- | ------------------- | ---- |
|       | Maikel Zijlaard     | NED  |
|       | Tim Torn Teutenberg | GER  |
|       | William Tidball     | GBR  |

| Platz | Sportlerin         | Land |
| ----- | ------------------ | ---- |
|       | Chiara Consonni    | ITA  |
|       | Maria Martins      | POR  |
|       | Maike van der Duin | NED  |

### Scratch
| Platz | Sportler       | Land |
| ----- | -------------- | ---- |
|       | Rodrigo Caixas | POR  |
|       | Tuur Dens      | BEL  |
|       | Daniel Babor   | CZE  |

| Platz | Sportlerin         | Land |
| ----- | ------------------ | ---- |
|       | Maike van der Duin | NED  |
|       | Maria Martins      | POR  |
|       | Martina Fidanza    | ITA  |

### Punktefahren
| Platz | Sportler         | Land | Punkte |
| ----- | ---------------- | ---- | ------ |
|       | Wlas Schitschkin | RUS  | 79     |
|       | Diogo Narciso    | POR  | 55     |
|       | Mattia Pinazzi   | ITA  | 49     |

| Platz | Sportlerin            | Land | Punkte |
| ----- | --------------------- | ---- | ------ |
|       | Silvia Zanardi        | ITA  | 38     |
|       | Shari Bossuyt         | BEL  | 40     |
|       | Wiktorija Jaroschenko | UKR  | 26     |

### Omnium
| Platz | Sportler              | Land | Punkte |
| ----- | --------------------- | ---- | ------ |
|       | Matias Malmberg       | DNK  | 123    |
|       | Fabio Van den Bossche | BEL  | 119    |
|       | Daniel Babor          | CZE  | 115    |

| Platz | Sportlerin         | Land | Punkte |
| ----- | ------------------ | ---- | ------ |
|       | Maria Martins      | POR  | 126    |
|       | Maike van der Duin | NED  | 122    |
|       | Lea Lin Teutenberg | GER  | 121    |

### Madison
| Platz | Sportler                           | Land | Punkte (Runden) |
| ----- | ---------------------------------- | ---- | --------------- |
|       | Rhys Britton William Tidball       | GBR  | 52              |
|       | Ilja Schchegolkow Wlas Schitschkin | RUS  | 46              |
|       | Philip Heijnen Vincent Hoppezak    | NED  | 42              |

| Platz | Sportlerin                           | Land | Punkte (Runden) |
| ----- | ------------------------------------ | ---- | --------------- |
|       | Chiara Consonni Martina Fidanza      | ITA  | 46              |
|       | Maike van der Duin Marit Raaijmakers | NED  | 22              |
|       | Darja Malkowa Marija Rostowzewa      | RUS  | 22              |

## Resultate Juniorinnen/Junioren

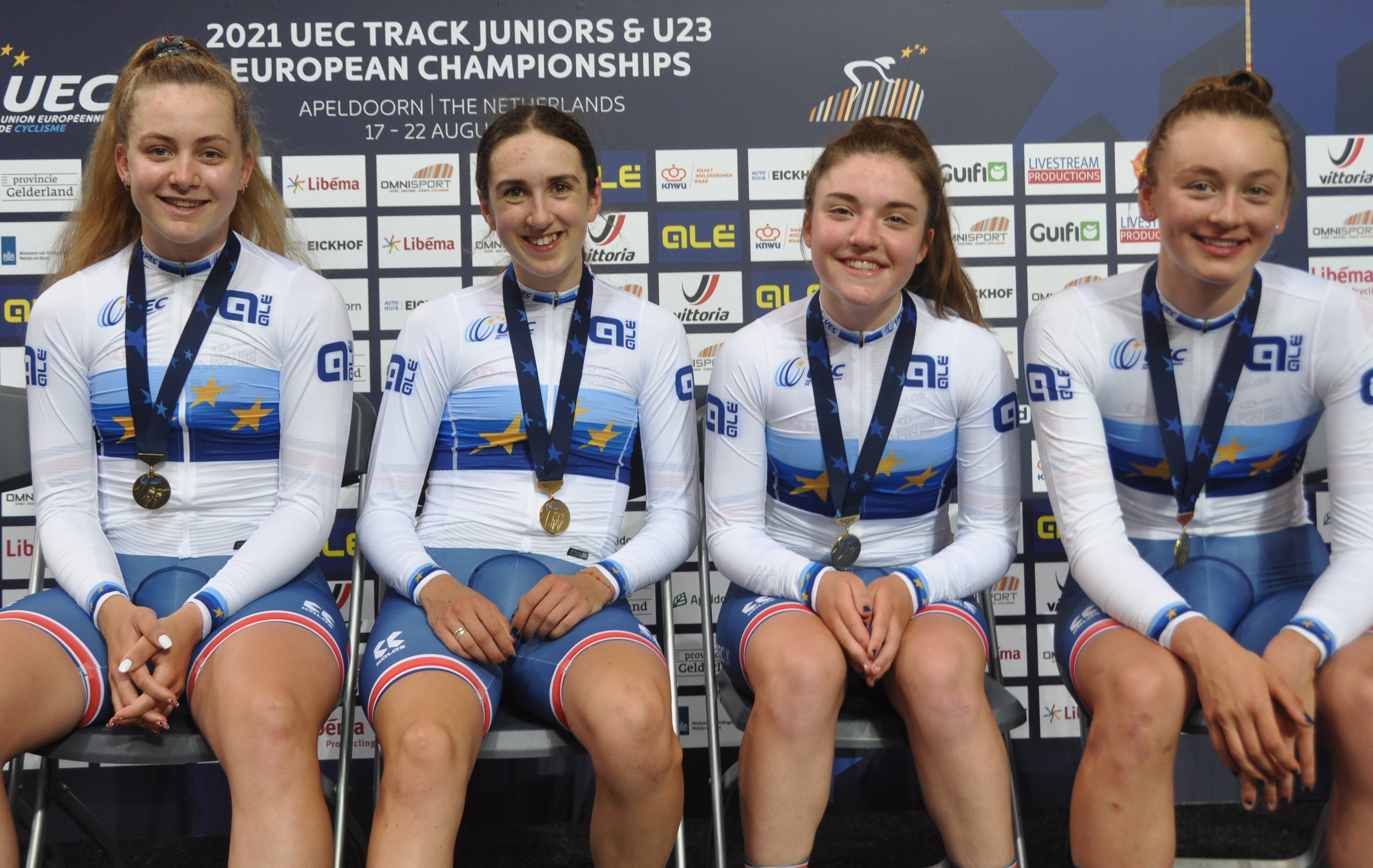
Der britische Juniorinnen-Vierer (v. l. n. r.: Zoe Bäckstedt, Millie Couzens, Grace Lister und Madelaine Leech) stellte einen neuen Weltrekord auf

Legende: „G“ = Zeit aus dem Finale um Gold; „B“ = Zeit aus dem Finale um Bronze

### Sprint
| Platz | Sportler             | Land | Zeit (s) |
| ----- | -------------------- | ---- | -------- |
|       | Nikita Kalatschnik   | RUS  |          |
|       | Willy Weinrich       | GER  |          |
|       | Harry Ledingham-Horn | GBR  |          |

| Platz | Sportlerin     | Land | Zeit (s) |
| ----- | -------------- | ---- | -------- |
|       | Alina Lyssenko | RUS  |          |
|       | Rhian Edmunds  | GBR  |          |
|       | Iona Moir      | GBR  |          |

### Keirin
| Platz | Sportler              | Land |
| ----- | --------------------- | ---- |
|       | Nikita Kalatschnik    | RUS  |
|       | Dawid Schekelaschwili | RUS  |
|       | Paul Groß             | GER  |

| Platz | Sportlerin     | Land |
| ----- | -------------- | ---- |
|       | Alina Lyssenko | RUS  |
|       | Alla Bilezka   | UKR  |
|       | Rhian Edmunds  | GBR  |

### Teamsprint
| Platz | Sportler                                                    | Land | Zeit (s) |
| ----- | ----------------------------------------------------------- | ---- | -------- |
|       | Ed Lowe Marcus Hiley Harry Ledingham-Horn                   | GBR  |          |
|       | Luca Spiegel Willy Weinrich Paul Groß                       | GER  |          |
|       | Nikita Kalatschnik Grigori Skornjakow Dawid Schekelaschwili | RUS  |          |

| Platz | Sportlerin                                                  | Land | Zeit (s) |
| ----- | ----------------------------------------------------------- | ---- | -------- |
|       | Alina Lyssenko Jelisaweta Bogomolowa Jelisaweta Kretschkina | RUS  |          |
|       | Jade Hopkins Iona Moir Rhian Edmunds                        | GBR  |          |
|       | Lara-Sophie Jäger Clara Schneider Stella Müller             | GER  |          |

### Zeitfahren
| Platz | Sportler             | Land | Zeit (min) |
| ----- | -------------------- | ---- | ---------- |
|       | Willy Weinrich       | GER  | 1:02,221   |
|       | Harry Ledingham-Horn | GBR  | 1:02,825   |
|       | Tom Sharples         | GBR  | 1:03,528   |

| Platz | Sportlerin     | Land | Zeit (s) |
| ----- | -------------- | ---- | -------- |
|       | Alina Lyssenko | RUS  | 34,227   |
|       | Iona Moir      | GBR  | 34,769   |
|       | Rhian Edmunds  | GBR  | 34,811   |

### Einerverfolgung
| Platz | Sportler        | Land | Zeit (min) |
| ----- | --------------- | ---- | ---------- |
|       | Samuele Bonetto | ITA  |            |
|       | Benjamin Boos   | GER  | eingeholt  |
|       | Josh Charlton   | GBR  | 3:15,057 B |

| Platz | Sportlerin          | Land | Zeit (min) |
| ----- | ------------------- | ---- | ---------- |
|       | Zoe Bäckstedt       | GBR  | 2:18,675 G |
|       | Aljona Iwantschenko | RUS  | 2:22,531 G |
|       | Marith Vanhove      | BEL  | 2:23,982 B |

### Mannschaftsverfolgung
| Platz | Sportler                                                                              | Land | Zeit (min) |
| ----- | ------------------------------------------------------------------------------------- | ---- | ---------- |
|       | Josh Charlton Joshua Giddings Joshua Tarling Ross Birrell                             | GBR  | 3:59,392 G |
|       | Alexandre Boxe Eddy Le Huitouze Emmanuel Houcou Grégory Pouvreault                    | FRA  | 4:04,400 G |
|       | Daniil Sarakowski Mark Krjuschkow Michail Postarnak Grigori Skornjakow Savelii Laptew | RUS  | 4:01,815 B |

| Platz | Sportlerin                                                               | Land | Zeit (min)    |
| ----- | ------------------------------------------------------------------------ | ---- | ------------- |
|       | Grace Lister Madelaine Leech Millie Couzens Zoe Bäckstedt                | GBR  | 4:21,417 G WR |
|       | Aljona Iwantschenko Aljona Moissejewa Inna Abaidullina Walerija Walgonen | RUS  | 4:25,191 G    |
|       | Franzi Arendt Lana Eberle Fabienne Jährig Justyna Czapla                 | GER  | 4:30,666 B    |

### Ausscheidungsfahren
| Platz | Sportler           | Land |
| ----- | ------------------ | ---- |
|       | Matyáš Koblížek    | CZE  |
|       | Dmitri Dorschnikow | RUS  |
|       | Dominik Ratajczak  | POL  |

| Platz | Sportlerin       | Land |
| ----- | ---------------- | ---- |
|       | Alina Moissejewa | RUS  |
|       | Sara Fiorin      | ITA  |
|       | Lana Eberle      | GER  |

### Scratch
| Platz | Sportler          | Land |
| ----- | ----------------- | ---- |
|       | Phillip Mathiesen | DEN  |
|       | Lorenzo Ursella   | ITA  |
|       | Jakob Lewandowski | POL  |

| Platz | Sportlerin         | Land |
| ----- | ------------------ | ---- |
|       | Valentina Basilico | ITA  |
|       | Marith Vanhove     | BEL  |
|       | Maja Tracka        | POL  |

### Punktefahren
| Platz | Sportler           | Land | Punkte |
| ----- | ------------------ | ---- | ------ |
|       | Milan Kadlec       | CZE  | 74     |
|       | Grégory Pouvreault | FRA  | 68     |
|       | Michail Postornak  | RUS  | 67     |

| Platz | Sportlerin          | Land | Punkte |
| ----- | ------------------- | ---- | ------ |
|       | Aljona Iwantschenko | RUS  | 76     |
|       | Madelaine Leech     | GBR  | 34     |
|       | Fabienne Jährig     | GER  | 33     |

### Omnium
| Platz | Sportler         | Land | Punkte |
| ----- | ---------------- | ---- | ------ |
|       | Joshua Tarling   | GBR  | 154    |
|       | Dario Belletta   | ITA  | 149    |
|       | Eddy Le Huitouze | FRA  | 117    |

| Platz | Sportlerin       | Land | Punkte |
| ----- | ---------------- | ---- | ------ |
|       | Millie Couzens   | GBR  | 127    |
|       | Inna Abaidullina | RUS  | 123    |
|       | Olga Wankiewicz  | POL  | 115    |

### Madison
| Platz | Sportler                      | Land | Punkte (Runden) |
| ----- | ----------------------------- | ---- | --------------- |
|       | Josh Charlton Joshua Giddings | GBR  | 52              |
|       | Malte Maschke Nicolas Zippan  | GER  | 44              |
|       | Matyas Koblizek Milan Kadlec  | CZE  | 40              |

| Platz | Sportlerin                          | Land | Punkte (Runden) |
| ----- | ----------------------------------- | ---- | --------------- |
|       | Millie Couzens Zoe Bäckstedt        | GBR  | 68              |
|       | Jette Simon Lana Eberle             | GER  | 27              |
|       | Nienke Veenhoven Yuli van der Molen | NED  | 19              |

## Medaillenspiegel
| Rang  | Land                   | Gold | Silber | Bronze | Gesamt |
| ----- | ---------------------- | ---- | ------ | ------ | ------ |
| 1     | Russland               | 16   | 8      | 5      | 29     |
| 2     | Vereinigtes Königreich | 10   | 9      | 8      | 27     |
| 3     | Italien                | 7    | 3      | 4      | 14     |
| 4     | Niederlande            | 3    | 3      | 4      | 10     |
| 5     | Deutschland            | 2    | 8      | 11     | 21     |
| 6     | Portugal               | 2    | 3      | 0      | 5      |
| 7     | Tschechien             | 2    | 0      | 3      | 5      |
| 8     | Dänemark               | 2    | 0      | 0      | 2      |
| 9     | Belgien                | 0    | 4      | 1      | 5      |
| 10    | Frankreich             | 0    | 3      | 2      | 5      |
| 11    | Polen                  | 0    | 1      | 5      | 6      |
| 12    | Ukraine                | 0    | 1      | 1      | 2      |
| 13    | Irland                 | 0    | 1      | 0      | 1      |
| Total | Total                  | 44   | 44     | 44     | 132    |

## Aufgebote

### Bund Deutscher Radfahrer

#### U23
- Frauen: Katharina Albers, Hannah Buch, Hanna Dopjans, Katharina Hechler, Dorothea Heitzmann, Paula Leonhardt, Alessa-Catriona Pröpster, Lena Charlotte Reißner, Finja Smekal, Christina Sperlich, Lea Lin Teutenberg

- Männer: Tobias Buck-Gramcko, Laurin Drescher, Maximilian Eißer, Franz Groß, Nicolas Heinrich, Anton Höhne, Julien Jäger, Moritz Kretschy, Paul Schippert, Paul Schmidtt, Tim Torn Teutenberg

#### Junioren
- Juniorinnen: Franzi Arendt, Justyna Czapla, Lana Eberle, Lara-Sophie Jäger, Fabienne Jährig, Selma Lantzsch, Stella Müller, Clara Schneider, Marla Sigmund, Jette Simon
- Männer: Benjamin Boos, Max-David Briese, Paul Groß, Ben Felix Jochum, Luis-Joe Lührs, Malte Maschke, Jasper Schröder, Luca Spiegel, Willy Weinrich, Nicolas Zippan

### Österreichischer RV

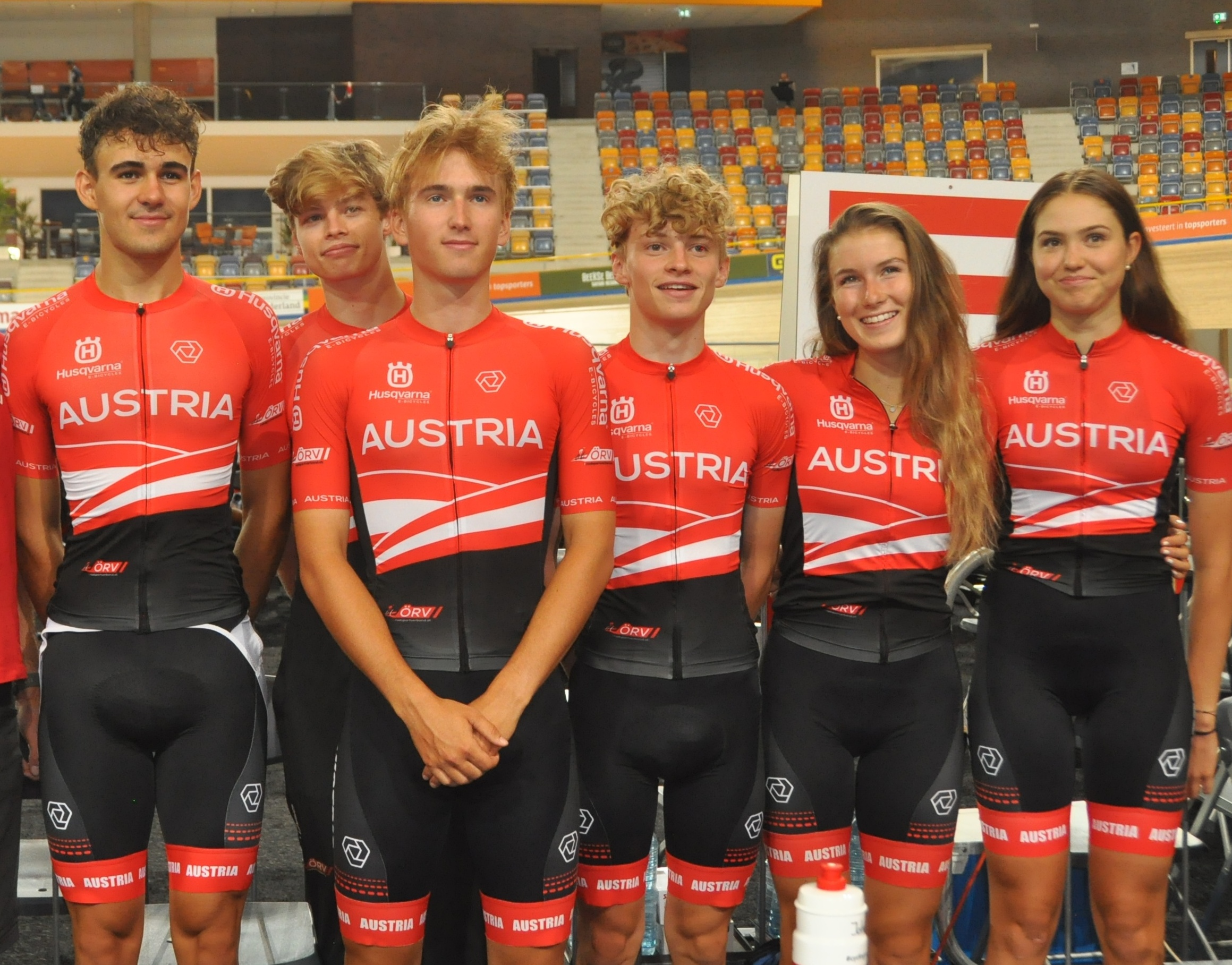
Team Österreich (v. l. n. r.): Tim Wafler, Stefan Kovar, Paul Buschek, Raphael Kokas, Leila Geschwentner, Johanna Martini

#### Junioren
- Juniorinnen: Leila Gschwentner, Johanna Martini
- Junioren: Raphael Kokas

#### U23
- Männer U23: Paul Buschek, Stefan Kovar, Tim Wafler

### Swiss Cycling

#### Junioren
- Juniorinnen: Lorena Leu, Anaëlle Gaillard
- Junioren: Jan Christen, Matteo Constant, Tim Rey, Pascal Tappeiner

#### U23
- Frauen: Fabienne Buri
- Männer: Nicolò De Lisi, Damien Fortis, Mauro Schmid, Dominik Weiss